# Breedon Everard Raceway
Der Breedon Everard Raceway ist eine permanente Motorsportrennstrecke rund 9 Kilometer nördlich von der Stadt Bulawayo in der Provinz Matabeleland North, in Simbabwe. Sie ist die derzeit längste Rennstrecke des Landes.

## Geschichte
Die nach dem General Manager der Rhodesia Railways, Henry Breedon Everard, (1897–1980) benannte Rennstrecke wurde im Dezember 1969 als Ersatz für den geschlossenen Flugplatzkurs in Kumalo eröffnet. Im Dezember 1969 fand das erste Langstreckenrennen der Springbok Series in Simbabwe auf dem Breedon Everard Raceway statt, der gemeinhin als Falls Road Rennstrecke bekannt ist. 1971 bis 1974 wurde auf der Strecke der Rhodesian Grand Prix ausgetragen. Die Strecke wird im Uhrzeigersinn befahren.
Die Strecke hatte ursprünglich eine Länge von 4054 Metern und 10 Kurven. Sie wurde 1975 verkleinert und hat heute eine Streckenlänge von 3478 Metern und 8 Kurven. Betreiber ist der Bulawayo Motoring Club (BMC).
Bekanntester Event ist das 3h-Rennen von Bulawayo, das auf das ursprüngliche 3h-Rennen der Springbok Serie in den 70er Jahren zurückgeht, allerdings nun mittlerweile als Lauf in die beginnende Abenddämmerung im Dezember ausgetragen wird.